# Zhou Xuan

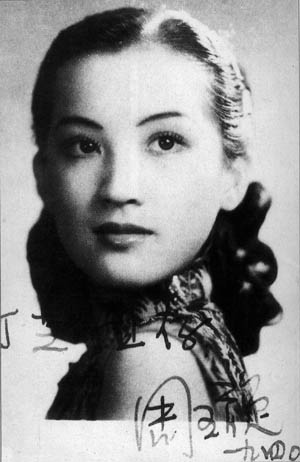
Zhou Xuan, Foto von 1940

Zhou Xuan, auch Chow Hsuan, (chinesisch 周璇, Pinyin Zhōu Xuán, Jyutping Zau1 Syun46; * 1. August 1918 in Changzhou, Jiangsu, Republik China; † 22. September 1957 in Shanghai, Volksrepublik China) war eine chinesische Sängerin und Filmschauspielerin.
Sie war in den 1940er Jahren eine von Chinas „Seven Great Singing Stars“. Sie war die bekannteste der Sieben und wurde „Goldene Stimme“ genannt. Gleichzeitig hatte sie bis 1954 eine sehr erfolgreiche Filmkarriere. Zhou nahm mehr als 200 Songs auf und spielte in mehr als 40 Filmen mit.

## Frühes Leben
Zhou, als Su, Pu (蘇璞 / 苏璞) geboren, wurde aber in jungen Jahren von ihren leiblichen Eltern – dem Vater Su, Diaofu (蘇調夫 / 苏调夫) und der Mutter Gu, Meizhen (顧美珍 / 顾美珍) – getrennt und von Adoptiveltern aufgezogen. So wurde ihr Name mehrmals geändert. Sie hieß zunächst Wang (王), später Zhou (周) mit Familienname. Sie verbrachte ihr ganzes Leben damit, ihre leiblichen Eltern zu suchen, ihre Abstammung wurde aber erst kurz nach ihrem Tod festgestellt.
Nach späteren Familienforschungen nahm eine Verwandte, die opiumabhängig war, sie in eine andere Stadt mit und verkaufte sie an eine Familie namens Wang. Diese nannten sie Wang Xiaohong (王小紅 / 王小红). Später wurde sie von einer Familie namens Zhou adoptiert und Zhou Xiaohong (周小紅 / 周小红) genannt.
Im Alter von dreizehn Jahren nahm Zhou Xuan den Künstlernamen Xuan (璇) an, was auf Chinesisch schöne Jade bedeutet.

## Karriere

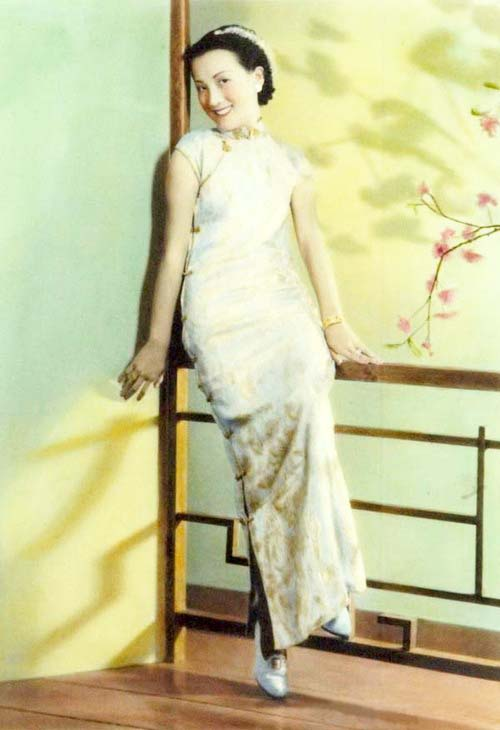
Handkoloriertes Foto von Zhou in den 1930er.

1932 begann Zhou als Mitglied der Li Jinhui’s Bright Moon Song and Dance Troupe. Mit vierzehn Jahren gewann sie den zweiten Preis bei einem Gesangswettbewerb in Shanghai und erhielt den Spitznamen „Goldene Stimme“ (金嗓子), da sie auch hohe Stimmlagen problemlos sang.
Zhou begann 1935 ihre Filmkarriere und hatte ihren Durchbruch in dem Film Street Angel von Regisseur Yuan Muzhi als singendes Mädchen. Zhou wurde schnell zu einer der berühmtesten und verkaufsstärksten Sängerinnen in der Schallplattenära.
Zwischen 1946 und 1950 war sie häufig in Hongkong, um Filme wie „Alles erfüllende Liebe“ (長相思 englisch All-Consuming Love), „Leiden der Verbotenen Stadt“ (清宮秘史 deutsch ‚wörtlich: Geheimnisse im Hofe der Qing‘, englisch Sorrows of the Forbidden City) und „Regenbogenlied“ (彩虹曲 englisch Rainbow Song) zu drehen. Nach dem Film „Shanghai Nights“ (夜上海 ‚Shanghai bei Nacht‘) im Jahre 1949 kehrte sie nach Shanghai zurück. In den nächsten Jahren hatte sie häufiger Nervenzusammenbrüche innerhalb und außerhalb der Psychiatrie. Ihr Leben war in dieser Zeit durch gescheiterte Ehen, uneheliche Kinder und Selbstmordversuche geprägt. Ihr erster Ehemann war der Komponist Yan, Hua (嚴華 / 严华, 1912–1992), der mit ihr Lieder schrieb und manchmal auch aufführte.
Von ihren insgesamt 43 Filmen war ihr persönlicher Liebling Street Angel (馬路天使). In diesem sang sie zwei Lieder, die sich langer und großer Beliebtheit erfreuten: Das „Vier-Jahreszeiten-Lied“ (四季歌 englisch Four Seasons Song), umherfliegende Nachtigall (花外流鶯,  Huā wài liú yīng) und die „Wandernde Sängerin“ (天涯歌女 englisch The Wandering Songstress). Andere bekannte Lieder waren „Wann kommst Du wieder?“ (何日君再來 englisch When Will You Return?), „Shanghai Nights“ (夜上海 ‚Shanghai bei Nacht‘, Titelsong des gleichnamigen Films), „Gelbe Blätter tanzen im Herbstwind“ (黃葉舞秋風 englisch Yellow Leaves Dancing in the Autumn Wind), „Für immer lächeln“ (永遠的微笑 englisch Eternal Smile, ), „Hundert Blumen Lied“ (百花歌 englisch Hundred Flower Song), „Ratschlag“ (叮嚀 englisch Advice), „Wo kann der Seelenverwandte gefunden werden“ (知音何處尋 englisch Where Can the Soul Mate be Found) und „Das Pflücken der Betelnüsse“ (採檳榔 englisch Picking Betel Nuts).

## Tod
1957 starb sie in Shanghai mit 39 Jahren in einer psychiatrischen Anstalt während einer politischen Säuberungsaktion. Als mögliche Todesursache wird eine Enzephalitis mit anschließenden Nervenzusammenbruch vermutet.
Zhou Xuan hatte zwei Söhne, Zhou Min und Zhou Wei. Laut Zhou Mins Biographie war der Vater seines jüngeren Bruders Tang, Di (唐棣), während der Vater von Zhou Min unbekannt ist. Zhou Wei lebt in Toronto und ist Flötist. Er hat zwei Töchter, welche auch Musiker sind. Die ältere von beiden, Zhou Xiaoxuan, ist klassische Pianistin, wurde an der Concordia University ausgebildet und lebt in Peking.

## Kulturelles Erbe
Bis heute gehören die Lieder von Zhou Xuan zu den Grundpfeilern des Mandopop. Ihre Familienmitglieder schrieben zwei Biographien. Das Buch Meine Mutter Zhou Xuan (我的媽媽周璇) schrieb ihr Sohn Zhou Wei und seine Frau Chang, Jing (常晶). Das Buch Zhou Xuan Diary (周璇日記), verfasste der ältere Sohn Zhou Min.
Fernsehen

TVB, ein chinesischer Fernsehsender, verfilmte ihr Leben in der serie Song Bird von 1989 mit Adia Chan als Zhou Xuan und Leon Lai als deren Liebhaber. Eine weitere Serie in chinesische Sprache, die auf ihrem Leben basierte, war Zhou Xuan (周璇) mit Cecilia Cheung.

## Filmographie (Auswahl)
- 狂歡之夜 (1935)
- Street Angel (馬路天使, 1937)
- 西廂記 (1940)
- 孟麗君 (1940)

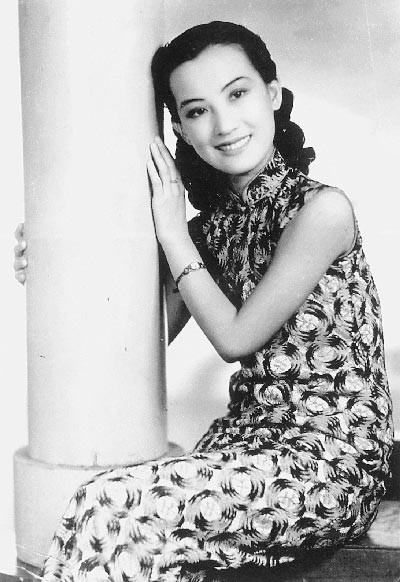
Zhou Xuan vor 1949

- Dream of the Red Chamber (紅樓夢, 1944)
- Night Inn (夜店, 1947)
- 長相思 (1947)
- Sorrows of the Forbidden City (1948)
- 花外流鶯 (1948)
- 歌女之歌 (1948)
- 莫負青春 (1949)
- 花街 (1950)